# Caroline von Brandenburg-Ansbach

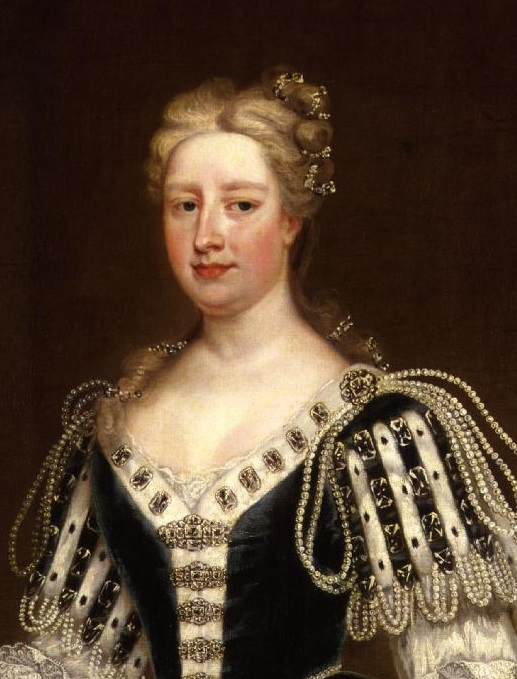
Caroline von Ansbach, Königin von Großbritannien, Porträt von Charles Jervas

Wilhelmina Charlotte Caroline von Brandenburg-Ansbach (* 1. Märzjul. / 11. März 1683greg. in Ansbach; † 20. Novemberjul. / 1. Dezember 1737greg. in London) war eine geborene Markgräfin von Brandenburg-Ansbach und als Ehefrau von Georg II. ab 1727 Königin von Großbritannien und Irland sowie Kurfürstin von Hannover.

## Leben

### Kindheit und Jugend

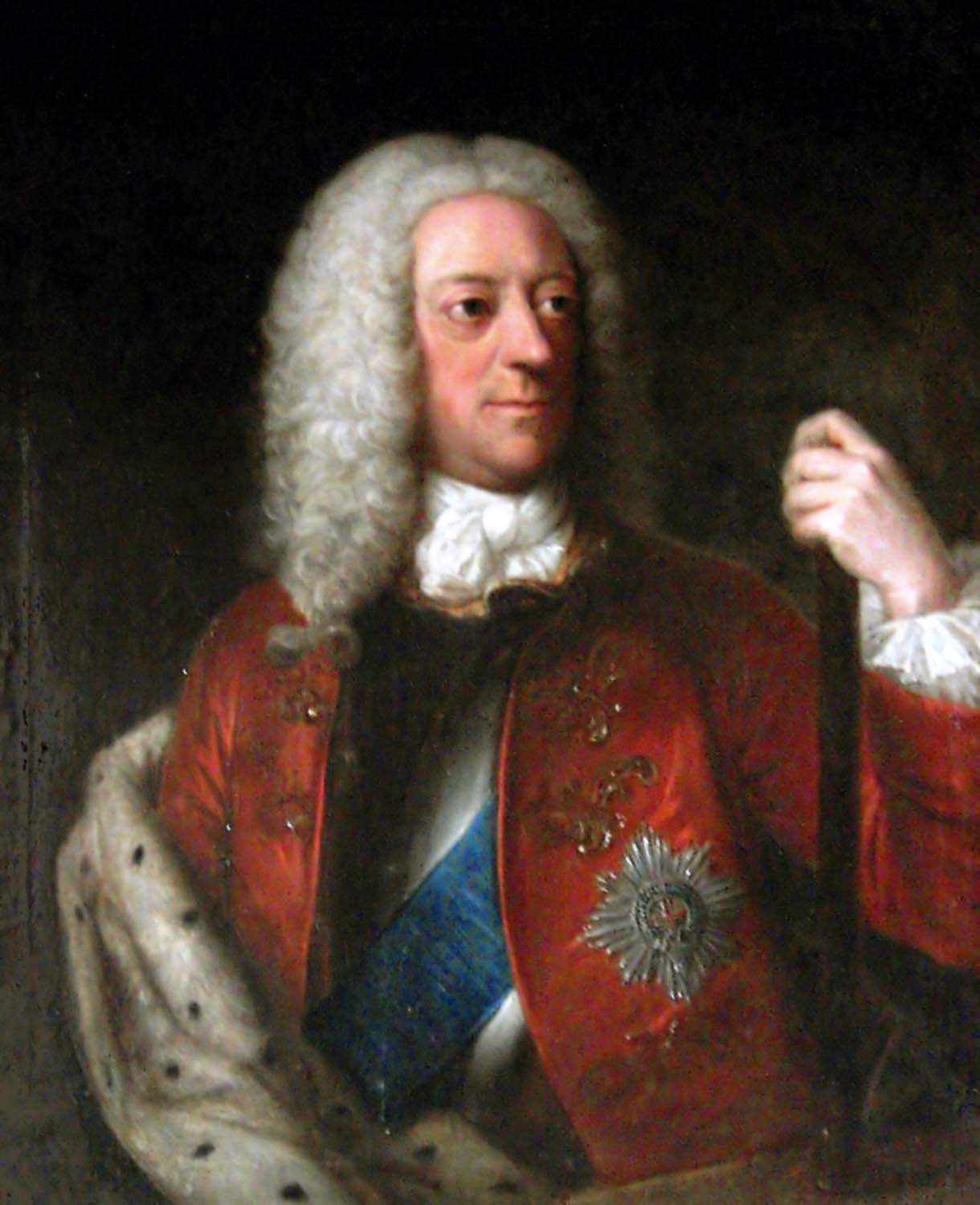
König Georg II. von Großbritannien und Irland

Carolines Eltern waren Johann Friedrich, Markgraf von Brandenburg-Ansbach, und dessen Gemahlin Prinzessin Eleonore von Sachsen-Eisenach. Als Caroline drei Jahre alt war, verstarb ihr Vater an den Pocken. Neuer Markgraf in Ansbach wurde Carolines noch minderjähriger, älterer Halbbruder Christian Albrecht. Dessen Vormundschaftsregierung verbrachte Caroline mit ihrer Mutter und ihrem jüngeren Bruder Wilhelm Friedrich in Crailsheim, wo sie in ärmlichen Verhältnissen lebten.
1692 heiratete Carolines Mutter in zweiter Ehe den sächsischen Kurfürsten Johann Georg IV., um ihrem Elend zu entkommen. Die mehr als unglückliche Ehe endete nach zwei Jahren mit dem Tod von Carolines Stiefvater, der ebenfalls an den Pocken starb. Caroline zog nun mit Mutter und Bruder auf Schloss Pretzsch, den Witwensitz der Kurfürstin. Vier Jahre später starb 1696 Carolines Mutter. Die 13-jährige Prinzessin wurde nun in die Obhut der brandenburgischen Kurfürstin Sophie Charlotte gegeben, die für eine umfassende Ausbildung der Prinzessin sorgte. Als Sophie Charlotte im Februar 1705 starb, zog Caroline bis zu ihrer Eheschließung für einige Monate zu ihrem Bruder Wilhelm Friedrich nach Ansbach, der dort nach dem Tod seiner Halbbrüder inzwischen als Markgraf von Brandenburg-Ansbach regierte.

### Heirat
Caroline galt als schön und gebildet; sowohl Karl XII. von Schweden als auch Kaiser Joseph I. waren als Bewerber um ihre Hand aufgetreten, vor allem aber der Kronprinz und spätere König Friedrich Wilhelm I. von Preußen, der sie als Ziehtochter seiner Mutter Sophie Charlotte gut kannte. Deren Mutter, Kurfürstin Sophie von Hannover, der Carolines Vorzüge bei einem Besuch bei ihrer Tochter in Berlin aufgefallen waren, trieb jedoch ein Eheprojekt mit ihrem anderen Enkel, dem Kurprinzen Georg von Hannover, voran, dem ungeliebten Cousin Friedrich Wilhelms. Damit sich Georg und Caroline kennenlernten, arrangierte die Kurfürstin ein erfolgreiches geheimes Treffen der beiden in der ansbachischen Sommerresidenz Triesdorf. Für Friedrich Wilhelm wählte sie 1706 ihre Enkelin Sophie Dorothea aus, Georgs Schwester.
Am  2. September 1705 heiratete Caroline in Herrenhausen Georg, den Sohn des Kurfürsten von Hannover, und zog an den dortigen Hof. Schon seit 1701 stand fest, dass Sophie von Hannover oder ihre Nachkommen den englischen Thron erben würden. Der Fall trat schließlich 1714, nur wenige Wochen nach Sophies Tod, durch den Tod der letzten Stuart-Königin Anne ein. Carolines Schwiegervater wurde als Georg I. König von Großbritannien und Irland, ihr Gemahl Prince of Wales, die Familie zog von Hannover nach London.
Die Zeit zwischen 1717 und 1720 war überschattet von Streitigkeiten zwischen Georg und seinem Vater, während derer die Opposition in Leicester House, seit 1717 Residenz des Kronprinzen, verkehrte. Caroline verstand es, dabei als Mittlerin aufzutreten. In Zusammenwirken mit Robert Walpole erreichte sie schließlich die Aussöhnung des Königs mit seinem Sohn. Caroline erhielt White Lodge von ihrem Gemahl, das dieser 1719 erworben hatte und das Caroline zusätzlich ausstattete. Sie korrespondierte bis zu deren Tode 1722 regelmäßig mit Liselotte von der Pfalz, einer Nichte und Ziehtochter der Kurfürstin Sophie, die 1671 den Bruder des französischen Königs geheiratet hatte.

### Königin

Caroline als britische Königin

Königin Carolines Wappen

Mit dem Tod von Georgs Vater wurde Carolines Ehemann 1727 als Georg II. König von Großbritannien. Die Krönung des neuen Königspaares fand am 11. Oktoberjul. / 22. Oktober 1727greg. in der Westminster Abbey statt. Georg II. entließ zunächst Walpole, den Premierminister seines Vaters, doch Caroline erwirkte schließlich dessen Rückberufung. Caroline übte erheblichen Einfluss auf die Regierung aus. Während der häufigen Abwesenheit ihres Gatten (1729, 1732, 1735 und 1736–37) führte sie die Staatsgeschäfte gemeinsam mit Premierminister Walpole. Sie initiierte eine Reform des englischen Strafrechtes und verhandelte den Vertrag von Sevilla. Englische Historiker urteilen, dass Georg II. weitgehend von seiner Königin geleitet wurde.
Der alte Vater-Sohn-Konflikt setzte sich nun fort in Auseinandersetzungen zwischen dem Königspaar und dessen Sohn Friedrich Ludwig von Hannover, dem neuen Kronprinzen, der nach der Übersiedlung der Eltern nach London in Hannover zurückgelassen worden war. Dies hatte zu einer Entfremdung zwischen ihm und seinen Eltern geführt, deren erklärtes Lieblingskind Wilhelm August, der spätere Herzog von Cumberland, gewesen war. Der Konflikt konnte nie beigelegt werden; er vertiefte sich noch, als Georg seine Gemahlin und nicht den Prinzen zeitweise zur Regentin bestimmte. 1736 war die Popularität des Königspaares gesunken, zum einen durch oppositionelle Kräfte, die sich um den Fürsten von Wales scharten, zum anderen durch ein von der Königin gefördertes Prohibitionsgesetz, den sogenannten Gin Act.
Obwohl Georg Mätressen unterhielt, war sein Verhältnis zu Caroline über die Jahre vertraut und innig.
Caroline hatte viele wissenschaftliche und künstlerische Interessen. Sie korrespondierte unter anderem mit Leibniz und Thomasius. Ihre Unterstützung Voltaires in seiner Zeit im englischen Exil 1726–1729 dankte er ihr, indem er ihr seine Henriade widmete. Caroline gilt ferner als eine der größten Förderinnen des Komponisten Georg Friedrich Händel; seine Wassermusik ist ihr gewidmet.
Nach der Geburt ihres letzten Kindes 1724 litt die stark übergewichtige Königin unter einem Nabelbruch, der immer wieder krampfartige Schmerzen im Unterleib verursachte. Seit dem 9. November 1737 klagte sie über akute Bauchschmerzen und Erbrechen. Daraufhin wurde sie ohne Betäubung in den darauf folgenden Tagen mehrfach vom Hauschirurgen John Ranby operiert und erhielt immer wieder Aderlässe. Auf dem Totenbett bat sie ihren Mann, nach ihrem Ableben erneut zu heiraten, worauf dieser geantwortet haben soll: „Nein, ich habe doch meine Mätressen.“ Am 17. November erlitt die Königin schließlich einen Darmdurchbruch und starb drei Tage später.
Caroline wurde in der Westminster Abbey beigesetzt, Händel schrieb zu diesem Anlass im Auftrag von Georg II. ein Funeral Anthem (ein Requiem der anglikanischen Liturgie), bei dem er jedoch auch lutherische Choräle verwandte, da Caroline Lutheranerin gewesen war.

## Nachkommen
- Friedrich Ludwig (1707–1751), Prince of Wales
- Anne (1709–1759) ⚭ 1734 Wilhelm von Nassau-Dietz
- Amelia Sophie (1711–1786)
- Carolina Elizabeth (1713–1757)
- Georg Wilhelm (1717–1718)
- Wilhelm August (1721–1765), Herzog von Cumberland
- Maria (1723–1772) ⚭ 1740 Friedrich II. von Hessen-Kassel
- Louisa (1724–1751) ⚭ 1743 Friedrich V. von Dänemark

## Vorfahren
| Ahnentafel Königin Caroline von Großbritannien und Irland  | Ahnentafel Königin Caroline von Großbritannien und Irland                                                             | Ahnentafel Königin Caroline von Großbritannien und Irland                                                             | Ahnentafel Königin Caroline von Großbritannien und Irland                                                             | Ahnentafel Königin Caroline von Großbritannien und Irland                                                             | Ahnentafel Königin Caroline von Großbritannien und Irland                                                              | Ahnentafel Königin Caroline von Großbritannien und Irland                                                              | Ahnentafel Königin Caroline von Großbritannien und Irland                                                              | Ahnentafel Königin Caroline von Großbritannien und Irland                                                              |
| ---------------------------------------------------------- | --- | --- | --- | --- | --- | --- | --- | --- |
| Urgroßeltern                                               | Markgraf Joachim Ernst von Brandenburg-Ansbach (1583–1625) ⚭ 1612 Gräfin Sophie von Solms-Laubach (1594–1651)         | Markgraf Joachim Ernst von Brandenburg-Ansbach (1583–1625) ⚭ 1612 Gräfin Sophie von Solms-Laubach (1594–1651)         | Graf Joachim Ernst zu Öttingen-Öttingen (1612–1658) ⚭ 1633 Gräfin Anna Sibylle von Solms-Sonnenwalde († 1635)         | Graf Joachim Ernst zu Öttingen-Öttingen (1612–1658) ⚭ 1633 Gräfin Anna Sibylle von Solms-Sonnenwalde († 1635)         | Herzog Wilhelm IV. von Sachsen-Weimar (1598–1662) ⚭ 1625 Prinzessin Eleonore Dorothea von Anhalt-Dessau (1602–1664)    | Herzog Wilhelm IV. von Sachsen-Weimar (1598–1662) ⚭ 1625 Prinzessin Eleonore Dorothea von Anhalt-Dessau (1602–1664)    | Graf Ernst von Sayn-Wittgenstein-Sayn (1594–1632) ⚭ 1624 Gräfin Luise Juliane von Erbach (1603–1670)                   | Graf Ernst von Sayn-Wittgenstein-Sayn (1594–1632) ⚭ 1624 Gräfin Luise Juliane von Erbach (1603–1670)                   |
| Großeltern                                                 | Markgraf Albrecht von Brandenburg-Ansbach (1620–1667) ⚭ 1651 Gräfin Sophie Margarete zu Öttingen-Öttingen (1634–1664) | Markgraf Albrecht von Brandenburg-Ansbach (1620–1667) ⚭ 1651 Gräfin Sophie Margarete zu Öttingen-Öttingen (1634–1664) | Markgraf Albrecht von Brandenburg-Ansbach (1620–1667) ⚭ 1651 Gräfin Sophie Margarete zu Öttingen-Öttingen (1634–1664) | Markgraf Albrecht von Brandenburg-Ansbach (1620–1667) ⚭ 1651 Gräfin Sophie Margarete zu Öttingen-Öttingen (1634–1664) | Herzog Johann Georg I. von Sachsen-Eisenach (1634–1686) ⚭ 1661 Gräfin Johanetta von Sayn-Wittgenstein-Sayn (1626–1701) | Herzog Johann Georg I. von Sachsen-Eisenach (1634–1686) ⚭ 1661 Gräfin Johanetta von Sayn-Wittgenstein-Sayn (1626–1701) | Herzog Johann Georg I. von Sachsen-Eisenach (1634–1686) ⚭ 1661 Gräfin Johanetta von Sayn-Wittgenstein-Sayn (1626–1701) | Herzog Johann Georg I. von Sachsen-Eisenach (1634–1686) ⚭ 1661 Gräfin Johanetta von Sayn-Wittgenstein-Sayn (1626–1701) |
| Eltern                                                     | Markgraf Johann Friedrich von Brandenburg-Ansbach (1654–1686) ⚭ 1681 Eleonore von Sachsen-Eisenach (1662–1696)        | Markgraf Johann Friedrich von Brandenburg-Ansbach (1654–1686) ⚭ 1681 Eleonore von Sachsen-Eisenach (1662–1696)        | Markgraf Johann Friedrich von Brandenburg-Ansbach (1654–1686) ⚭ 1681 Eleonore von Sachsen-Eisenach (1662–1696)        | Markgraf Johann Friedrich von Brandenburg-Ansbach (1654–1686) ⚭ 1681 Eleonore von Sachsen-Eisenach (1662–1696)        | Markgraf Johann Friedrich von Brandenburg-Ansbach (1654–1686) ⚭ 1681 Eleonore von Sachsen-Eisenach (1662–1696)         | Markgraf Johann Friedrich von Brandenburg-Ansbach (1654–1686) ⚭ 1681 Eleonore von Sachsen-Eisenach (1662–1696)         | Markgraf Johann Friedrich von Brandenburg-Ansbach (1654–1686) ⚭ 1681 Eleonore von Sachsen-Eisenach (1662–1696)         | Markgraf Johann Friedrich von Brandenburg-Ansbach (1654–1686) ⚭ 1681 Eleonore von Sachsen-Eisenach (1662–1696)         |
| Königin Caroline von Großbritannien und Irland (1683–1737) | | | | | | | | |

### Forschung
- The Universal magazine. 1760, Band 27, S. 256. (englisch)
- The Monthly Chronologer. November 1737, Band 6, S. 644. (englisch)
- Edward Kimber: The Peerage of England. London 1766, S. XIX (englisch)
- Lord John Hervey: Memoirs of the Reign of George the Second, from his Accession to the Death of Queen Caroline. Ed. from the Original Manuscript at Ickworth by The Right Honorable John Wilson Croker. In Two Volumes. John Murray, London 1848. (englisch) (Vol. II Digitalisat)
- Henry William Wilkins: Caroline The Illustrious Queen Consort of George II and Sometime Queen-Regent. A Study of her Life and Time. London 1901.
- Alice Drayton Greenwood: Lives of the Hanoverian Queens of England. George Bell and Sons, London 1909.
- Ruby L. Arkell: Caroline of Ansbach. George The Second’s Queen. Oxford University Press, London / New York / Toronto 1939.
- Hermann Dallhammer: Karoline, Kurfürstin von Hannover, Königin von Großbritannien, geborene Markgräfin zu Brandenburg-Ansbach. In: Neue Deutsche Biographie (NDB). Band 11, Duncker & Humblot, Berlin 1977, ISBN 3-428-00192-3, S. 282 f. (Digitalisat).
- Günther Schuhmann: Die Markgrafen von Brandenburg-Ansbach. Eine Bilddokumentation zur Geschichte der Hohenzollern in Franken. Ansbach 1980.
- Domenico Bertoloni Meli: Caroline, Leibniz and Clark. In: Journal of the History of Ideas. 60, Nr. 3, 1999, ISSN 0022-5037, S. 469–486.
- Joanna Marschner: Queen Caroline of Anspach and the European princely museum tradition. In: Clarissa Campbell Orr (Hrsg.): Queenship in Britain 1660–1837. Manchester University Press, Manchester / New York 2002, ISBN 0-7190-5769-8, S. 130–142.
- Christine Gerrard: Queens-in-waiting: Caroline of Anspach and Augusta of Saxe-Gotha as Princesses of Wales. In: Clarissa Campbell Orr (Hrsg.): Queenship in Britain 1660–1837. Manchester University Press, Manchester / New York 2002, S. 143–161.
- Marita A. Panzer: Englands Königinnen. Von den Tudors zu den Windsors. Piper, München 2003, ISBN 3-492-23682-0.
- Andrew Hanham: Caroline of Brandenburg-Ansbach and the Anglicisation of the House of Hanover. In: Clarissa Campbell Orr (Hrsg.): Queenship in Europe 1660–1815. The Role of the Consort. Cambridge University Press, Cambridge 2004, ISBN 0-521-81422-7, S. 276–299.
- Karin Schrader: She scorn'd an Empire for Religion’s sake. Zu einem Jugendbildnis der Caroline von Ansbach, Königin von England. In: Simone Roggendorf, Sigrid Ruby (Hrsg.): (En)gendered. Frühneuzeitlicher Kunstdiskurs und weibliche Porträtkultur nördlich der Alpen. Jonas Verlag, Marburg 2004, ISBN 3-89445-338-9, S. 136–152.
- Karin Schrader: The Queen-in-waiting. Zur Genese der Ikonographie Wilhelmine Carolines von Brandenburg-Ansbach (1683–1737). In: Niedersächsisches Jahrbuch für Landesgeschichte. 82, 2010, ISSN 0078-0561, S. 289–310.
- Matthew Dennison: The First Iron Lady. Harper Collins 2018, ISBN 978-0-0081-2202-7 (englisch).

### Belletristik
- Jean Plaidy: Georgian Series. 11 Bände. Band 2 und 3 betreffen Caroline von Brandenburg-Ansbach. (englisch)
  - Band 2: Queen in Waiting. Robert Hale Publishers, London 1967, ISBN 978-0-7091-2414-6. 
    - Als E-Book bei Cornerstone Digital 2012.

  - Band 3: Caroline The Queen. Reprint. Putnam Publishers, New York 1986, ISBN 978-0-3991-3123-3
    - Als E-Book bei Cornerstone Digital 2012.
- Faye Ashton: Königin Caroline. Hörbuchserie, gelesen von Lena Münchow. 
  - Staffel 1: Das britische Erbe. Audible Originals 2021.